# 1810 Epimetheus
1810 Epimetheus è un asteroide della fascia principale. Scoperto nel 1960, presenta un'orbita caratterizzata da un semiasse maggiore pari a 2,2237862 UA e da un'eccentricità di 0,0928276, inclinata di 4,03337° rispetto all'eclittica.
L'asteroide è dedicato al titano Epimeteo.